# Planta de energía nuclear Salem

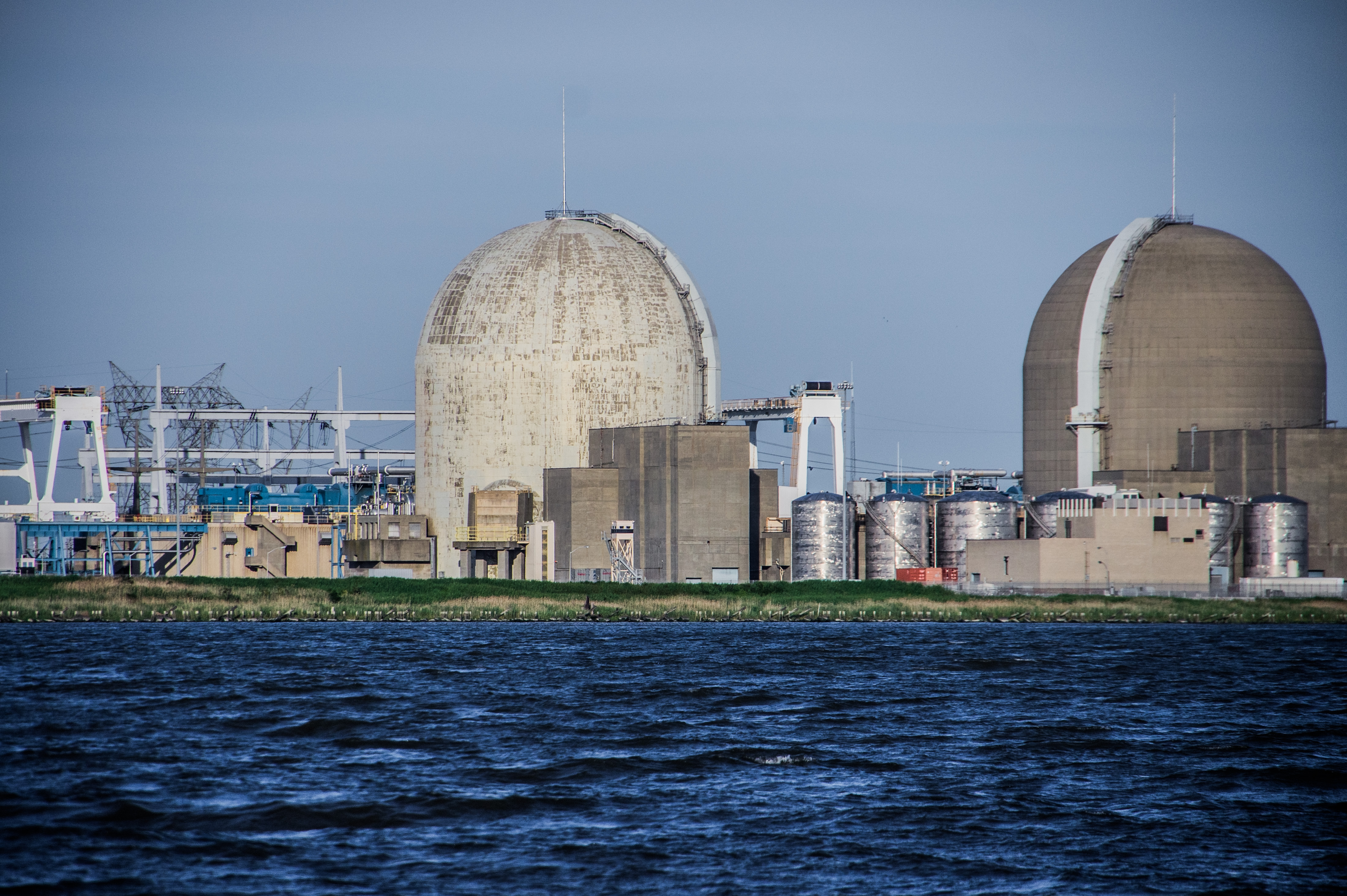
Foto de la Salem Nuclear Power Plant.

La Salem Nuclear Power Plant es una estación de energía nuclear dotada con dos unidades de reactores de agua presurizada situada al sur de Nueva Jersey en los Estados Unidos. Es propiedad de PSEG Nuclear LLC y Exelon Generation LLC. Los reactores fueron construidos por Westinghouse, u empezaron su funcionamiento comercial en 1977 (Unidad 1) y 1981 (Unidad 2). En total la planta tiene una capacidad de 2.275 MWe. La Unidad 1 está autorizada a funcionar hasta el 3 de agosto de 2016 y la Unidad 2, hasta el 18 de abril de 2020.
Salem comparte una isla artificial con la Hope Creek Nuclear Generating Station.